# Давід Шуліх
Давід Шуліх (пол. Dawid Szulich, 19 травня 1990) — польський спортсмен.
Учасник Олімпійських Ігор 2012 року, де в попередніх запливах на дистанції 100 метрів брасом посів 32-ге місце і не вийшов до півфіналів.